# Урюм (приток Кубни)
Урю́м (Урум, чув. Вăрăм, тат. Ырым) — река в Чувашии и Татарстане, левый приток реки Кубни.

## География
Длина реки — 44 км, площадь водосборного бассейна — 247 км². Коэффициент густоты речной сети 0,57 км/км².

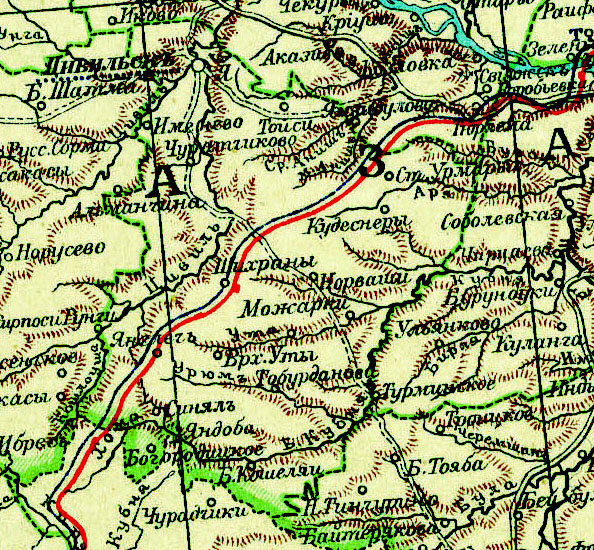
Карта Цивильского уезда (1903) с указанием реки

Исток пересыхающий, находится у д. Новое Климово Ибресинского района (по другим данным — в 1 км к западу от д. Савка Ибресинского района), далее Урюм протекает в восточном направлении по границе Ибресинского и Канашского районов Чувашии до д. Яманово Канашского района, в низовьях течёт по территории Кайбицкого района Татарстана и в районе с. Молькеево впадает в Кубню.
Крупнейшие населённые пункты на реке: Тобурданово, Новое Урюмово (оба — в Чувашии), Старое Тябердино, Молькеево (оба — в Татарстане).

## Данные водного реестра
По данным государственного водного реестра России относится к Верхневолжскому бассейновому округу, водохозяйственный участок реки — Свияга от с. Альшеево до устья, речной подбассейн реки — Волга от впадения Оки до Куйбышевского водохранилища (без бассейна Суры). Речной бассейн реки — (Верхняя) Волга до Куйбышевского водохранилища (без бассейна Оки).
Код объекта в государственном водном реестре — 08010400612112100002973.

## Название
По мнению Н. И. Егорова, произошло от чув. вăрăм «длинный». В Чувашии часто встречаются топонимы: Вăрăм вар, Вăрăм çырма, Вăрăм çут, Вăрăм валак и т. д. Он пишет, что слово «ур» сохранилось только на земле Старых Шальтям в названии оврага Ур Апаш. Русский землемер значение этого оврага записал так: Малый Урбаш. Отсюда чуваши, живущие вдоль р. Урюм, значение слова «ур» понимали так: Ур Апаш означает «пĕчĕк апаш». Сейчас слово «ур» в чув. значении «пĕчĕк», «вĕтĕ» не встречается.— Географические названия Чувашской Республики:395

## Притоки
Имеет 27 притоков.
- левые — Абаш (Арбаш, протекает в Канашском районе)[7]:33, Тарна-Сирма, Юреть-Сирма, Пуржол-Сирма, Мазар-Елга.
- правые — Емгемеш, Камыл (протекает в Канашском районе)[7]:147.

## Хозяйственное значение
Из-за вырубки лесов отмечается высыхание реки Кубни и её притоков. Ранее на Урюме стояло 5 мельниц.

## Комментарии
1. ↑  Маленький, малый, небольшой.
2. ↑  Мелкий, некрупный.